# Discographie de Kana Nishino
Cette page répertorie les albums et singles de la chanteuse japonaise Kana Nishino, sortis sous le label SME Records Inc..

## Discographie

### Albums
1. LOVE one. (24 juin 2009)
2. to LOVE (23 juin 2010)
3. Thank you, Love (22 juin 2011)
4. Love place (5 septembre 2012)
5. With Love (12 novembre 2014)
6. Just Love (13 juillet 2016)

### Compilations
1. Love Collection ~pink~ (4 septembre 2013)
2. Love Collection ~mint~ (4 septembre 2013)
3. Paired Set of "Love Collection ~Pink~" & "Love Collection ~Mint~" (ベストアルバム 「Love Collection 〜pink〜」「Love Collection 〜mint〜」) (4 septembre 2013) (contient les 2 best-of 2CD+2DVD)
4. Secret Collection ~Red~ (18 novembre 2015)
5. Secret Collection ~Green~ (18 novembre 2015)